# 吉原浩人
吉原 浩人（よしはら ひろと、1955年 - ）は、日本の仏教学者。早稲田大学文学学術院教授、早稲田大学日本宗教文化研究所所長。浙江工商大学東亜研究院、広東外語外貿大学日語語言文化学院、南開大学外国語学院で客員教授を務める。
摂関期から院政期にかけての日本仏教史と日本宗教思想史、および説話文学、和漢比較文学を専門とする。大江匡房や八幡信仰、天神信仰の研究、絵解きの研究で知られている。

## 著書・論文
- 『ものがたり甲斐善光寺』 戎光祥出版、2003
- 『真宗重宝聚英』第3巻（共編著）、同朋舎、1988
- 『《燈籠佛》の研究』（編著）、至文堂、2000
- 『東洋における死の思想』（編著）、春秋社、2006
- 『海を渡る天台文化』（共編著）、勉誠出版、2008
- 『古鈔本『江都督納言願文集』（編著）、二松学舎大学21世紀ＣＯＥプログラム、2009
- 『南岳衡山と聖徳太子信仰』（共編著）、勉誠出版、2018
- 『中世禅籍叢刊　12巻　稀覯禅籍集　続』（臨川書店、2018）の「心性罪福因縁集」の翻刻と解題を執筆。

### 論文
- CiNii>吉原浩人
- INBUDS>吉原浩人
- Researcher>吉原浩人